# 沙溪乡 (利川市)
沙溪乡，是中华人民共和国湖北省恩施土家族苗族自治州利川市下辖的一个乡镇级行政单位。

## 行政区划
沙溪乡下辖以下地区：
黄泥塘村、司城村、江口村、石洞村、八银村、天望坡村、岸坎村、花嵌村、新庄村、群英村、群力村、大沙溪村、大坪村、齐跃坪村、新阳村、玉河村、六一村、高源村、繁荣村、石门村、荷花村和建设村。

## 中国传统村落
2013年8月，张高寨村被评为第二批中国传统村落。